# Hetaeria lamellata
Hetaeria lamellata är en orkidéart som beskrevs av Carl Ludwig von Blume. Hetaeria lamellata ingår i släktet Hetaeria och familjen orkidéer.
Artens utbredningsområde är Java. Inga underarter finns listade i Catalogue of Life.